# Пушина
Пушина је насељено мјесто у саставу општине Чачинци, у Славонији, у Вировитичко-подравској жупанији, Република Хрватска.

## Географија
Пушина се налази око 10 км југозападно од Чачинаца.

## Историја
До територијалне реорганизације у Хрватској насеље се налазило у саставу бивше општине Ораховица.

## Становништво
Пушина је према попису из 2011. године имала 33 становника.
| Националност       | 1991. | 1981. | 1971. | 1961. |
| Срби               | 356   |       |       |       |
| Југословени        | 19    |       |       |       |
| Хрвати             | 1     |       |       |       |
| остали и непознато | 15    |       |       |       |
| Укупно             | 391   | '     | '     | '     |

| Демографија | Демографија | Демографија |
| Година      | Становника  | Становника  |
| ----------- | ----------- | ----------- |
| 1981.       | 458         |             |
| 1991.       | 391         |             |
| 2001.       | 57          |             |
| 2011.       |             | 33          |

## Попис1991.
На попису становништва 1991. године, насељено место Пушина је имало 391 становника, следећег националног састава:
| Попис 1991.‍  | Попис 1991.‍  | Попис 1991.‍ | Попис 1991.‍ | Попис 1991.‍ |
| ------------ | ------------ | ----------- | ----------- | ----------- |
|              |              |             |             |             |
| Срби         | Срби         |             | 356         | 91,04%      |
| Југословени  | Југословени  |             | 19          | 4,85%       |
| Грци         | Грци         |             | 1           | 0,25%       |
| Хрвати       | Хрвати       |             | 1           | 0,25%       |
| неопредељени | неопредељени |             | 7           | 1,79%       |
| регион. опр. | регион. опр. |             | 1           | 0,25%       |
| непознато    | непознато    |             | 6           | 1,53%       |
| укупно: 391  |              |             |             |             |